# Jean-Baptiste Sarlandière
Jean-Baptiste Sarlandière (* 9. Mai 1787 in Aachen; † 25. Juli 1838 in Enghien) war ein französischer Militärarzt und Neurologe.

## Leben
Am 9. Mai 1787 wurde Sarlandière in Aachen geboren. Sein Vater arbeitete als Arzt im Militärhospital von Rocroi. Im Alter von 16 Jahren wurde er als Hilfschirurg („chirurgien sous-aide“) im Hospital von Noirmoutier angestellt. Elf Jahre lang (1803–1814) diente er in der Armee. Nach der Entlassung 1814 nahm er das Medizinstudium in Paris auf und hatte gleichzeitig eine Anstellung als „médecin attaché“ in einem der Pariser Militärspitäler (2. Division von Val-de-Grâce, niedergelassen in den Gebäuden von Montaigu). Am 17. Juni 1815 erhielt er den Doktorgrad. Er war Mitarbeiter und Freund des Physiologen François Magendie, korrespondierendes Mitglied der Medizinischen Gesellschaften von Löwen, Madrid, Breslau und Sankt Petersburg, Träger des preußischen Ordens Pour le Mérite erster Klasse und des französischen Ordens der Légion d’honneur. Am 25. Juli 1838 starb er in Enghien.

## Moxibustion

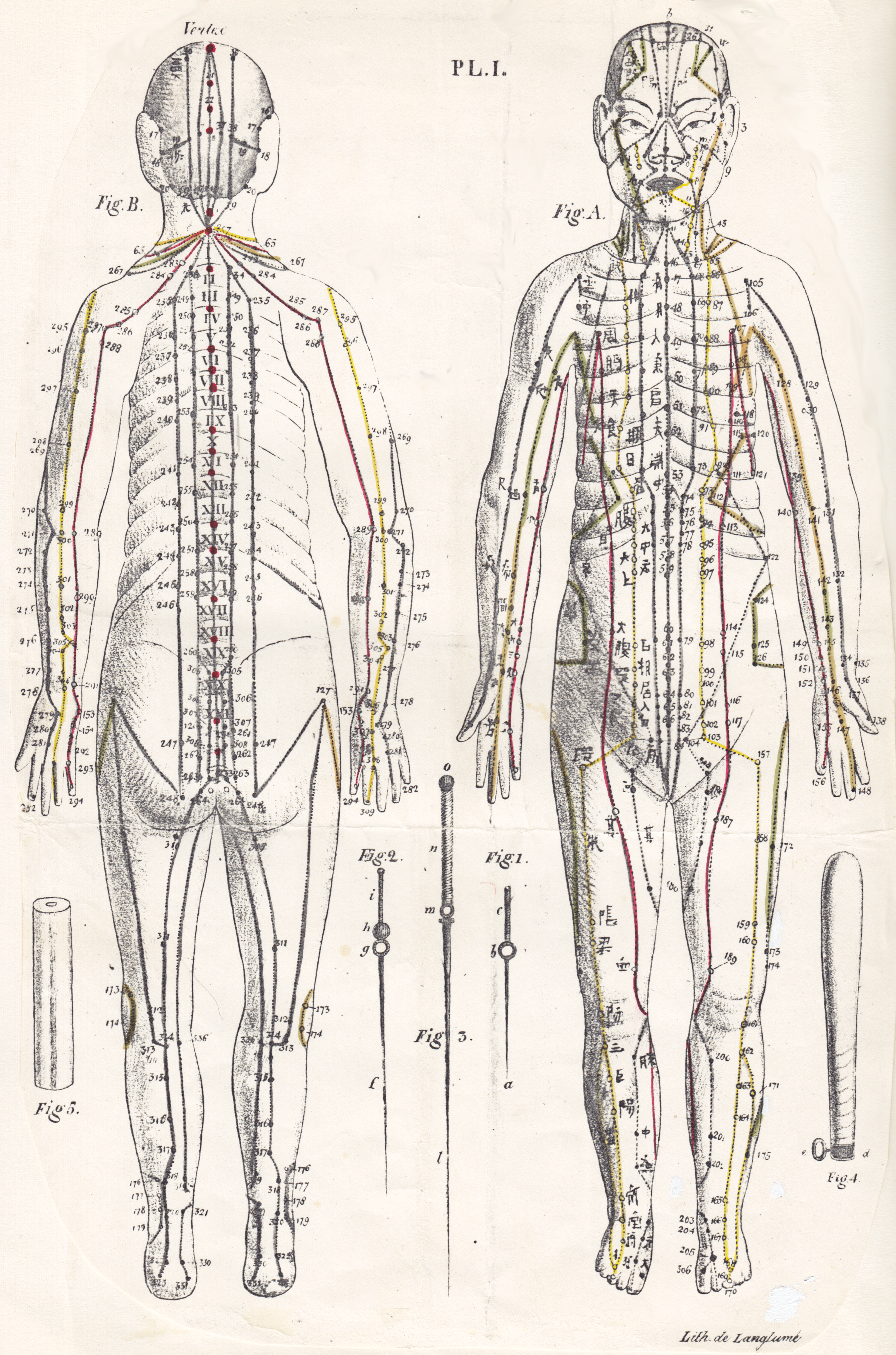
Akupunkturpuppe. J.B. Sarlandière: Mémoire sur l’électropuncture [...] Ornés de figures japonaises. 1825

Zum 1821 gedruckten 56. Band des Dictionnaire des sciences médicales schrieb Sarlandière den Artikel « Ustion » (« Brennen »). Seit 1815, so berichtete er darin, habe er im Spital von Montaigu unter Aufsicht des Chefarztes Therrin zur Moxabehandlung eine aus Beifuß bereitete Moxawolle verwendet. Er wich damit von der damals gültigen Praxisnorm ab, in der, gefördert und praktiziert durch die Chefs des französischen Militärsanitätswesens, Pierre-François Percy und Dominique Jean Larrey, Kanonenzündschnüre zur Moxibustion verwendet wurden. Diese Zündschnüre wurden aus mit Salpeter getränkter Baumwolle hergestellt. Als Referenz für seine von der gültigen französischen Norm abweichende Moxibustionspraxis gab Sarlandière medizinische Manuskripte an, die der Gelehrte und Kaufmann Isaac Titsingh mehrere Jahrzehnte zuvor aus Japan mitgebracht hatte. Diese machte ihm der deutsche Orientalist Heinrich Julius Klaproth zugänglich. Den Hauptvorteil seiner Methode sah Sarlandière in der deutlich geringeren Schmerzhaftigkeit. Starke Entzündung sah er als Gegenanzeige für die Moxibustion an. Bei leichter Entzündung behandelte er revulsiv (umwälzend), d. h., er ließ die Moxa sanft und entfernt von der erkrankten Region einwirken. Bei Erkrankung ohne Entzündung behandelte er derivativ (ableitend), d. h. mit starker Erwärmung direkt am Ort der Erkrankung.

## Bdellomètre – Mechanischer Blutsauger
Mit dem Pariser Augenarzt Antoine-Pierre Demours (1762–1836) führte Sarlandière einen Prioritätsstreit um die Erfindung eines Gerätes, das gleichzeitiges Schröpfen und Aufritzen der Haut erlaubte, sodass blutiges Schröpfen in einem Arbeitsgang möglich wurde. Er nannte dieses Gerät « Bdellomètre » und empfahl es als mechanischen Ersatz für Blutegel, die durch steigende Nachfrage knapp und teuer wurden.

## Elektropunktur
1825 veröffentlichte Sarlandière eine Abhandlung über „Elektropunktur“, der er zwei Manuskripte aus dem Nachlass von Isaac Titsingh anhängte. Wieder führte er einen Prioritätsstreit, diesmal mit Jules Cloquet, dem er vorwarf verschwiegen zu haben, dass er, Sarlandière, bereits 1815 in Montaigu (Vendée) einen Kataleptiker erfolgreich mit Akupunktur behandelt habe. Damals sei ihm auch schon die Idee gekommen, man könne die Akupunktur mit einer Elektrobehandlung kombinieren. Dass Louis Berlioz bereits 1810 mit Akupunktur behandelte und dass er in seiner Arbeit von 1816 bereits vorschlug, dass man durch den zusätzlichen Einsatz von Elektrizität die Wirkung der Akupunktur verstärken könnte, verschwieg Sarlandière.

## Schriften

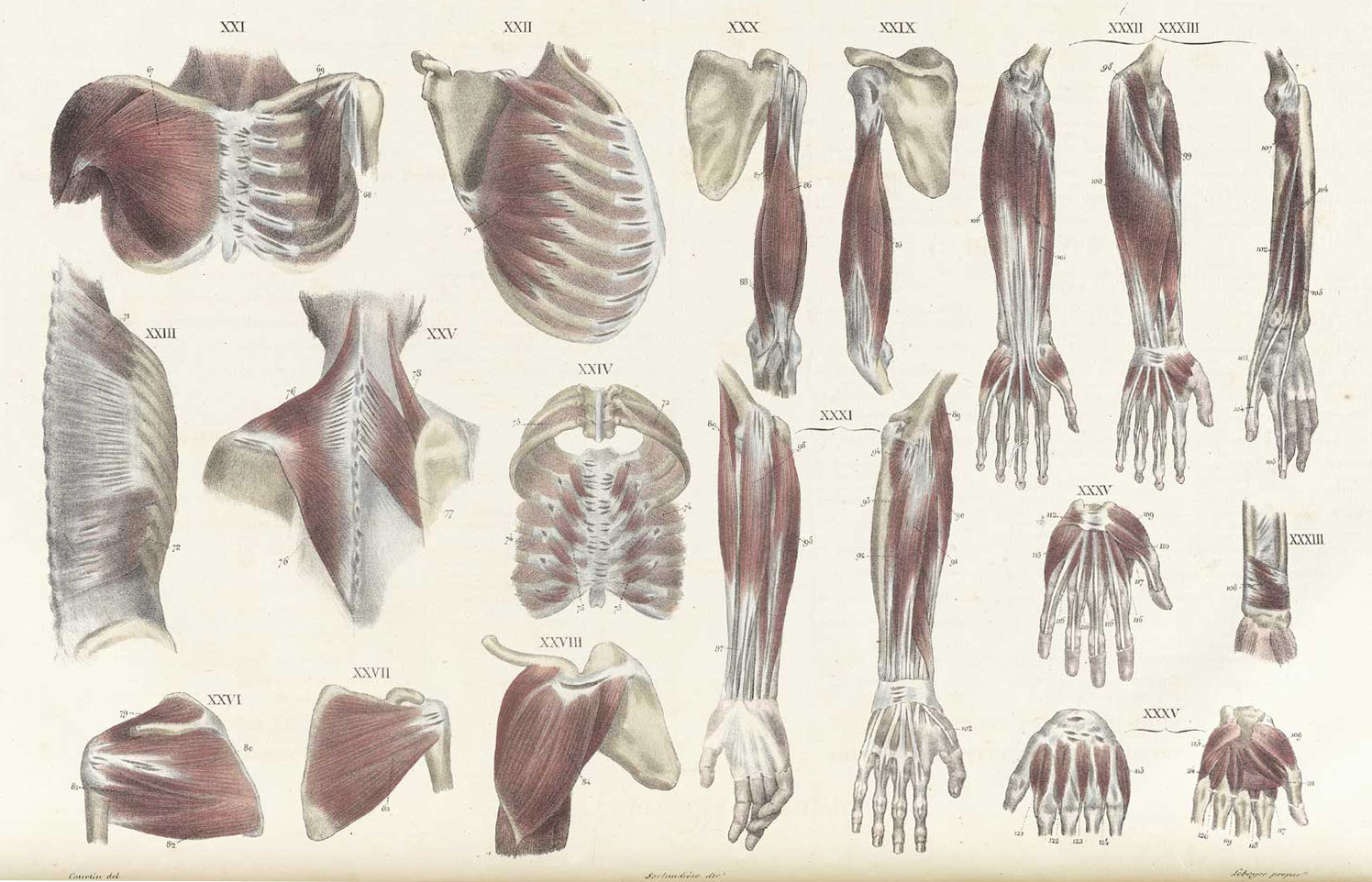
Muskulatur. J.B. Sarlandière: Anatomie méthodique...Paris, 1829

- Essai sur les effets des cosmétiques en usage chez les femmes. Thèse de médecine de Paris. Didot, Paris 1815. (Digitalisat)
- Histoire d’un cataleptique, dont la maladie, qui a duré l’espace de six mois, a été observée à l’hôpital militaire de Montaigu. In Journ. de méd. de Leroux, t. XXXVI, p. 232, 1816.
- Mémoire sur la circulation du sang, éclairée par la physiologie et la pathologie. Lu à l’Académie Royale des Sciences, dans sa séance du 9 aout, 1819. Cordier, Paris 1819. (Digitalisat)
- Bdellomètre du Dr. Sarlandière. Didot, Paris 1819. (Digitalisat)
- Eduard Graefe. Dr. Sarlandiere’s Beschreibung eines neuen Blutsaugers ; nebst zwei Kupfertafeln. Reimer, Berlin 1820.
- Vade-mecum ou guide du chirurgien militaire. Gabon, Paris 1823.
- Mémoire sur l’électropuncture, considérée comme moyen nouveau de traiter efficacement la goutte, les rhumatismes et les affections nerveuses, et sur l’emploi du Moxa japonais en France ; suivis d’un Traité sur l’acupuncture et du Moxa, principaux curatifs chez les peuples de la Chine, de la Corée et du Japon. Ornés de figures japonaises. Lachevardiere fils, Paris 1825. Digitalisat
- Anatomie méthodique ou organographie humaine, en tableaux synoptiques avec figures. A l’usage des universités. Paris 1829. (Digitalisat)
- Physiologie de l’action musculaire appliquée aux arts d’imitation. Lachevardière, Paris 1830. (Digitalisat)
- posthum: Traité du système nerveux dans l'état actuel de la science. Paris 1840.